# Arıkbaşı, Divriği
Arıkbaşı là một xã thuộc huyện Divriği, tỉnh Sivas, Thổ Nhĩ Kỳ. Dân số thời điểm năm 2011 là 73 người.